# Малая Чевжа
Малая Чевжа — река в России, протекает по Пряжинскому району Карелии.
Устье реки находится в 0,4 км по правому берегу реки Чевжи. Длина реки составляет 11 км.
Пересекает шоссе Петрозаводск — Суоярви и параллельную ему железную дорогу.

## Данные водного реестра

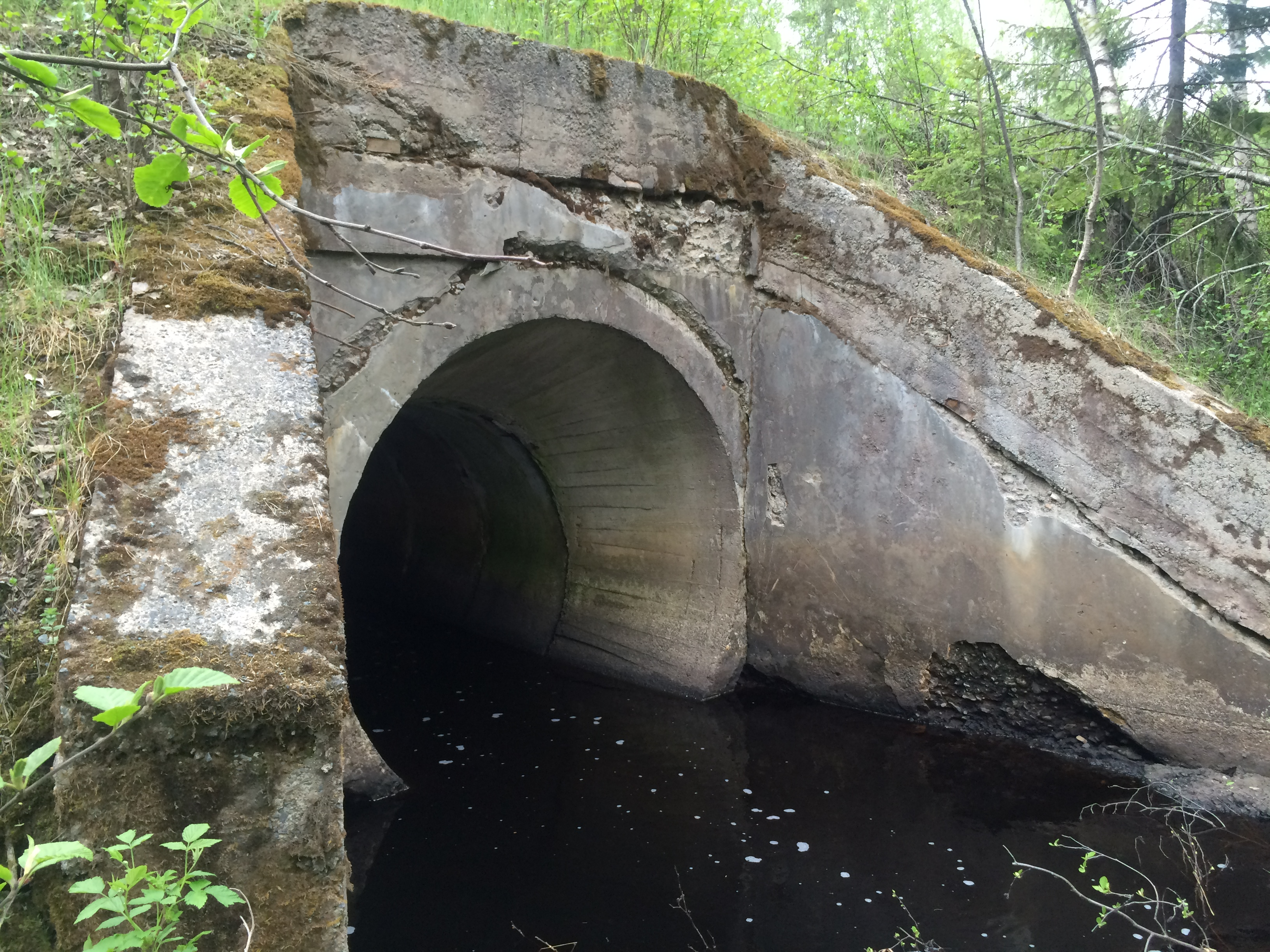
Труба под автодорогой

По данным государственного водного реестра России относится к Балтийскому бассейновому округу, водохозяйственный участок реки — Шуи, речной подбассейн реки — Свирь (включая реки бассейна Онежского озера). Относится к речному бассейну реки Нева (включая бассейны рек Онежского и Ладожского озера).
Код объекта в государственном водном реестре — 01040100112102000014707.